# Gesp voor Gevechtsvluchten aan het Front
De Gesp voor Gevechtsvluchten aan het Front (Duits: Frontflugspange) werd op 30 januari 1941 door de opperbevelhebber van de Luftwaffe de rijksmaarschalk Hermann Göring ingesteld. Ze kon in verscheidene uitvoeringen aan het personeel van de Luftwaffe uitgereikt worden. De gesp zou een “zichtbaar teken van erkenning voor de operationeel gevlogen vluchten”, zoals beschreven in de oorkonde.

## Ontwerp
Alle gespen bestonden uit een (meestal zwarte) krans van laurierbladeren, met een swastika aan de voet. Aan de zijkanten een gestileerde vleugel van laurierbladen. De gespen hadden een afmeting van 7,5 cm bij 2,5 cm. Het ontwerp varieerde afhankelijk van het soort vliegtuig waarmee gevlogen werd.
De onderscheiding werd ontworpen door professor von Weech, een grafisch ontwerper uit Berlijn.

## Eenheden
De volgende eenheden kwamen in aanmerking komen voor de gesp:
- Jachtvliegereenheden
- Escorteenheden
- Jachtbommenwerpereenheden
- Duikbommenwerpereenheden
- Verkennings- en SAR, luchtlandingseenheden
- Transport- en zweefvliegtuigen
- Korte-afstand nachtjagereenheden
- Lange-afstand nachtvliegereenheden

## Klasse[1][2][5][6]
- Goud - bij 110 inzetten
- Zilver - bij 60 inzetten
- Brons - bij 20 inzetten

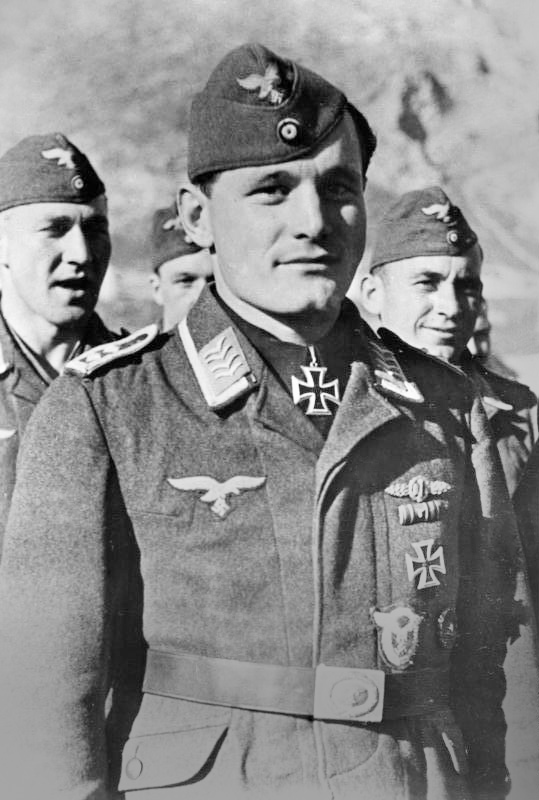
Richard Heller draagt de Gesp voor Gevechtsvluchten aan het Front op de correcte wijze. Tegelijk draagt hij ook het Ridderkruis van het IJzeren Kruis.

De gesp werd direct boven de batons op de linkerborst gedragen.

##### Hanger
Tijdens de oorlog werden er heel vaak meer dan 110 operationele gevlogen vluchten. Daarom voegde op 26 juni 1942, Göring de hanger aan het gouden Gesp voor Gevechtsvluchten aan het Front toe, dit werd beweegbaar onder de gesp aangebracht.
De volgende eisen waren van kracht voor het verkrijgen van de hanger:
- Jacht- en transporteenheden na minstens 500 inzetten
- Duik-, escorte- en jachtbommenwerpereenheden na minstens 400 inzetten
- Gevechts-, SAR en meteorologische staf na minstens 300 inzetten
- Verkennings- en nachtjagereenheden na minstens 250 inzetten

#### Inzetgetal
De hanger voor de gouden Gesp voor Gevechtsvluchten aan het Front met het getal werd op 29 april 1944 ingesteld. Daarmee beeldde de individuele man het aantal front inzetten van in de 100 uit. Tegelijk had Göring de Gesp voor Gevechtsvluchten aan het Front in het goud met briljanten ingevoerd, die hij aan zichzelf voorbehield. De Stuka vlieger Oberst Hans-Ulrich Rudel vloog 2530 inzetten. Hem werd de Gesp voor Gevechtsvluchten aan het Front in het goud met briljanten met hanger en inzetgetal van 2000 verleend. De voor de vormgeving van het inzetgetal gebruikte “briljanten” bleken bij latere analyse vervalst of van zeer geringe kwaliteit, wat de stichting voor de nalatenschap van Rudels decoraties aangetoond heeft.

## Na de Tweede Wereldoorlog
De gespen zijn met een hakenkruis voorzien. Dat betekent dat het verzamelen, tentoonstellen en verhandelen van deze onderscheidingen in Duitsland aan strenge wettelijke regels is onderworpen. Op 26 juli 1957 vaardigde de Bondsrepubliek Duitsland een wet uit waarin het dragen van onderscheidingen met daarop hakenkruizen of de runen van de SS werd verboden. In de gedenazificeerde uitvoering mogen de gespen wel worden gedragen.

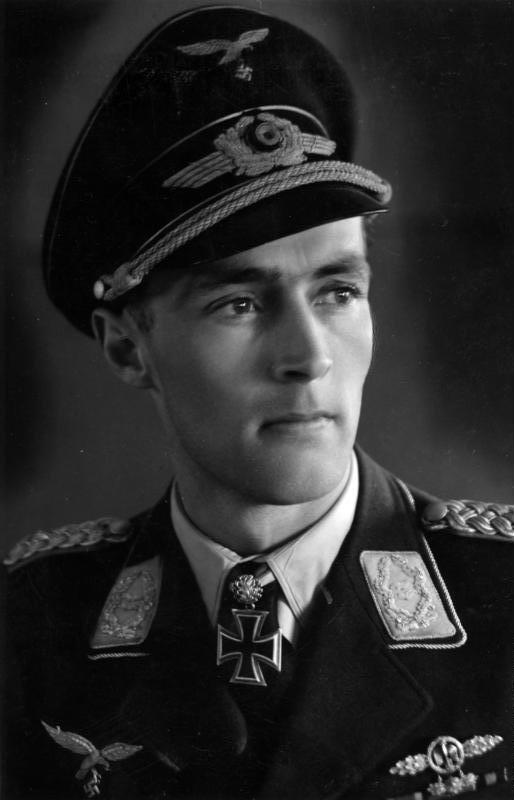
Oberstleutnant Karl Gottfried Nordmann draagt de Gesp voor Gevechtsvluchten aan het Front voor jachtlviegtuigen.
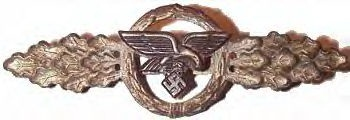
Gesp voor Gevechtsvluchten aan het Front voor zweefvliegtuigen, 1944.
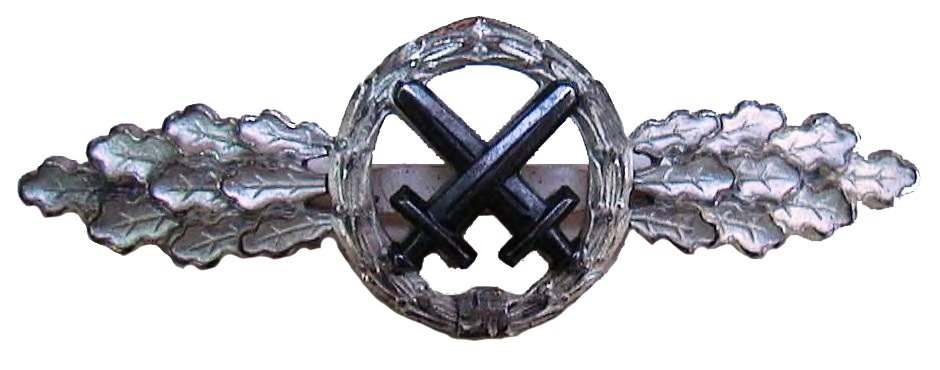
Gesp voor Gevechtsvluchten aan het Front voor duikbommenwerpers, 1944.